# Brown’s River
Der Brown’s River ist ein kurzer Fluss im Osten von Dominica im Parish Saint David.

## Geographie
Der Brown’s River entsteht selbst aus mehreren namhaften Quellbächen: South Branch of Ravine Deux D’leau und North Branch of ravine Deux D’leau sowie Sourischol River. Diese entspringen in der Ostflanke des Morne Trois Pitons, beziehungsweise in den Nordostausläufern und an der Südflanke des Kraters von Saint Sauveur. Er verläuft nur über etwas mehr als einen Kilometer, bevor er sich bei Tantie mit dem vereinigten Clarke’s River und Stuarts River vereinigt, wonach der Fluss den Namen Rosalie River annimmt. Der Fluss ist ca. 1,2 km lang.